# Tiina Salmén
Tiina Sofia Salmén was een Fins voetbalspeelster die speelde als verdediger.

## Carrière

### Clubs
Salmén begon haar carrière in Helsingin Ponnistus in Helsinki en transfereerde in 2001 naar HJK Helsinki waar ze een verdedigersduo vormde met Miia Niemi, waarmee ze in 2005 landskampioen werd en in 2002 en 2006 de Finse beker won. Ze speelde met HJK Helsinki in totaal 11 wedstrijden in de UEFA Women’s Cup waarbij ze eenmaal scoorde.
In 2006 verhuisde ze naar Noorwegen om in de Toppserien uit te komen bij Amazon Grimstad. Een jaar later werd Salmén herenigd met Niemi, nadat de laatste ervoor koos om na 8 seizoenen HJK Helsinki te verlaten. Na twee succesvolle seizoenen bij Amazon Grimstad tekenden Salmén en Niemi in 2011 voor Klepp. Ze speelde nog een seizoen bij Klepp IL om daarna samen met collega-verdediger en landgenote Miia Niemi te stoppen met voetballen.

### Nationaal elftal
Salmén speelde voor het Fins vrouwenelftal van 2004 tot 2011 en speelde 77 interlands waarbij ze 4 maal scoorde. Ze maakte deel uit van het Fins nationaal elftal in 2005 toen ze de halve finale haalden op het Europees kampioenschap voetbal vrouwen. In 2007 werd Salmén uitgeroepen tot Fins voetbalster van het jaar. en ze speelde ook mee in 2009 op het Europees kampioenschap voetbal vrouwen.

## Erelijst
- 2005: Winnaar Fins kampioenschap (Naisten Liga)
- 2002, 2006: Fins bekerwinnaar
- 2007: Fins voetbalster van het jaar